# CCGS Imnaryuaq
CCGS Imnaryuaq je perspektivní těžký ledoborec kanadské pobřežní stráže. Ve službě nahradí těžký ledoborec CCGS Terry Fox. Jeho dokončení je plánováno na rok 2030. Patří mezi dva těžké ledoborce objednané v rámci Polar Class Icebreaker Project. Druhým je plavidlo CCGS Arpatuuq, které nahradí ledoborec CCGS Louis S. St-Laurent.

## Stavba
Roku 2008 kanadský premiér Stephen Harper oznámil plán na stavbu těžkého ledoborce, který by byl pojmenován CCGS John G. Diefenbaker (roku 2024 přejmenován na Arpatuuq). Název odkazoval na kanadského premiéra Johna Diefenbakera za jehož vlády byla uskutečněna řada infrastrukturních projektů na kanadském severu a také byla založena Kanadská pobřežní stráž. Ledoborec byl zařazen do dlouhodobého modernizačního programu kanadského námořnictva a pobřežní stráže National Shipbuilding Procurement Strategy (NSPS, později National Shipbuilding Strategy, NSS). O stavbu těžkého ledoborce měly zájem kanadské firmy Seaspan a Chantier Davie Canada. Zvítězila Seaspan, ale kvůli průtahům v projektu vláda ještě roku 2019 vedla jednání s dalšími loďařskými firmami, včetně Chantier Davie Canada.
Dne 6. května 2021 vláda oznámila, že těžké ledoborce budou postaveny rovnou dva. Loďařské firmy Seaspan dodá ledoborec Arpatuuq a konkurenční Chantier Davie Canada ledoborec pojmenovaný Imnaryuaq. Zakázku tak získaly obě konkurenční loďařské firmy. Zároveň dva těžké ledoborce umožní nepřetržitou kanadskou přítomnost v Arktidě. V dubnu 2023 se Chantier Davie Canada stala plnohodnotnou součástí strategie NSS, neboť si zajistila kontrakty na stavbu sedmi těžkých ledoborců a dva trajekty s hybridním pohonem. Dne 19. srpna 2024 kanadská vláda oznámila jména nových těžkých ledoborců Arpatuuq a Imnaryuaq.
Výrobce pro ledoborec Imnaryuaq používá rovněž označení typu Polar Max, který byl upraven do verze Aker ARC 148 od finské konstrukční firmy Aker Arctic Technology (AARC). Zdůrazňuje i jeho význam pro trilaterální kanadsko-americko-finský projekt rozvoje stavby ledoborců Icebreaker Collaboration Effort (ICE Pact).
Dne 8. března 2025 kanadská vláda uzavřela kontrakt v hodnotě 3,25 miliardy kanadských dolarů s firmou Chantier Davie Canada a na stavbu těžkého ledoborce Imnaryuaq v její loděnici v Lévis v Québecu. Kontrakt je součástí strategie NSS. Stavbu má urychlit zapojení finské loděnice Helsinki Shipyard, kterou loďařské firmy Chantier Davie Canada získala roku 2023. Ledoborec bude rozestavěn ve Finsku, přičemž konečnou montáž a kompletaci zajistí Chantier Davie Canada v Kanadě. Dokončení plavidla je plánováno na rok 2030.